# Rainer Blasczyk

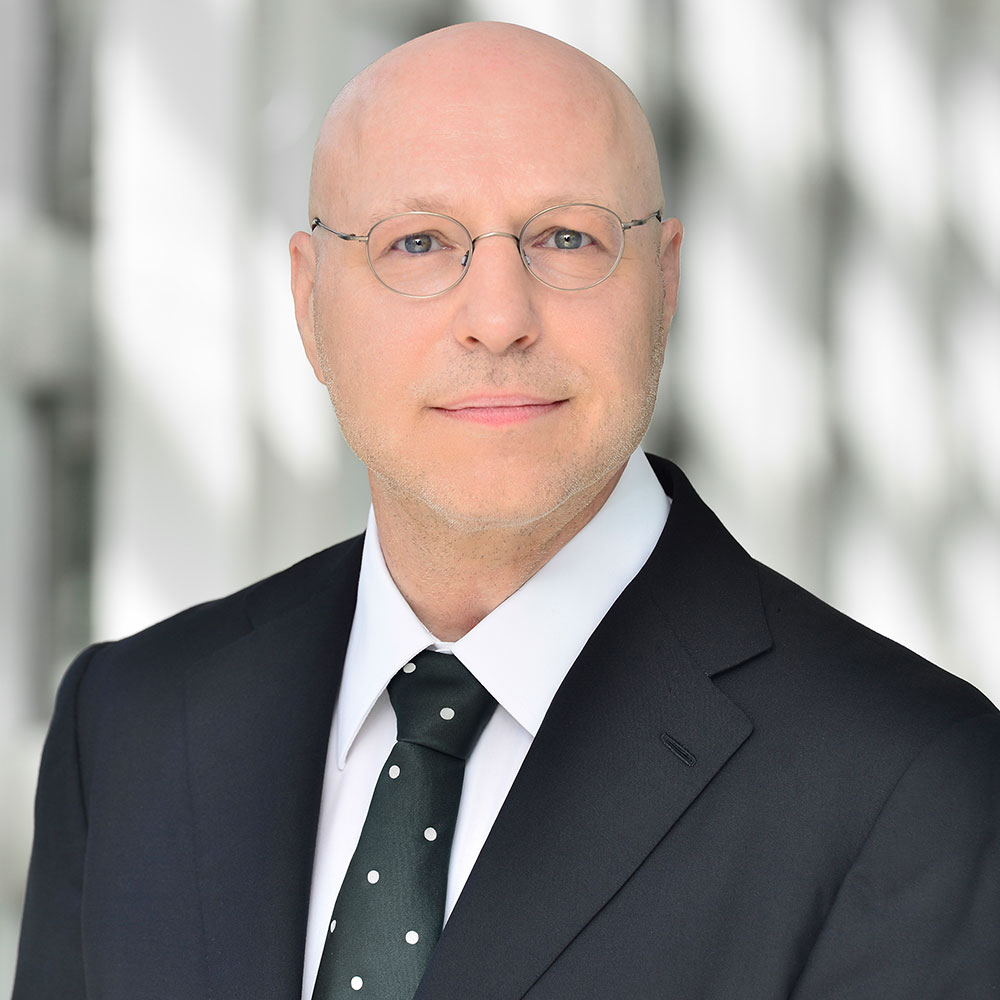
Rainer Blasczyk (2018)

Rainer Blasczyk (* 8. Januar 1962 in Castrop-Rauxel) ist ein deutscher Mediziner, Hochschullehrer, Unternehmer und Stifter. Er ist Facharzt für Transfusionsmedizin mit Schwerpunkt Transplantationsmedizin und Immungenetik.

## Leben
Rainer Blasczyk ist seit 1998 Universitätsprofessor an der Medizinischen Hochschule Hannover und dort Direktor des Instituts für Transfusionsmedizin und Transplantat Engineering. Blasczyk absolvierte 1987 sein Medizinstudium an der Universität Essen und begann seine klinische Ausbildung in Viszeralchirurgie an der Universität Marburg, wo sein Interesse an der Organtransplantation entstand. 1988 wechselte er an das Institut für Immunologie der Universität Essen, um sich mit dem Gebiet der Histokompatibilität und Immungenetik zu befassen. Von 1991 bis 1993 setzte er seine klinische Ausbildung in Hämatologie und Onkologie an der Universität Düsseldorf fort. Nach diesen klinischen Jahren kehrte er 1993 auf den Bereich der Immunologie am Institut für Transfusionsmedizin der Humboldt-Universität zu Berlin zurück, wo er mit seinen Arbeiten zur molekularen Immungenetik begann. Nach seiner Berufung in seine jetzige Position initiierte er die Forschung zum Transplantat Engineering.
Blasczyk war von 2006 bis 2008 und 2012-2014 Präsident der  Deutschen Gesellschaft für Immungenetik (DGI), von 2015 bis 2016 Präsident der Deutschen Gesellschaft für Transfusionsmedizin und Immunhämatologie (DGTI), von 2008 bis 2010 Vorstandsmitglied der European Federation for Immunogenetics (EFI) und von 2009 bis 2019 als Transplantationsspezialist im wissenschaftlichen Beirat. Blasczyk ist Herausgeber der Zeitschrift Transfusionsmedizin und war von 2006 bis 2023 Mitglied der Redaktion der Zeitschrift HLA. Von 2016 bis 2019 war er berufenes Mitglied im Arbeitskreis Blut des Bundesministeriums für Gesundheit. Er ist Stifter und Vorstandsvorsitzender der 2005 gegründeten Deutschen Stiftung Immuntherapie.

## Werk
Die wissenschaftliche Arbeit von Blasczyk konzentriert sich auf die Immunantwort bei Transplantationen und Strategien zur Bekämpfung der Organabstoßung. Er ist Gründer und Vorsitzender des Wissenschaftlichen Beirats der Imusyn GmbH & Co. KG, die sich mit der Entwicklung rekombinater Proteine polymorpher Gensysteme für transplantationsmedizinische Diagnostika befasst. Zusammen mit Constanca Figueiredo initiierte er die Forschung zum Transplantat Engineering, indem er Allotransplantate gentechnisch so verändert, dass diese für das Immunsystem des Empfängers unsichtbar werden und deren Abstoßung verhindert wird. Er ist Mitgründer der Allogenetics GmbH, um diese Technologie in die klinische Anwendung zu bringen.

## Publikationen
- PubMed Rainer Blasczyk Publikationsliste
- PubFacts Rainer Blasczyk Publikationsliste